# Испания на летних Олимпийских играх 1948
Испания принимала участие в летних Олимпийских играх 1948 года в Лондоне (Великобритания) в шестой раз за свою историю и завоевала одну серебряную медаль.

## Медалисты
| Медаль  | Спортсмен                                                 | Вид спорта   | Дисциплина                   |
| ------- | --------------------------------------------------------- | ------------ | ---------------------------- |
| Серебро | Хайме Гарсия Крус Хосе Наварро Моренес Марселлино Гавилан | Конный спорт | Конкур, командное первенство |

## Результаты соревнований

### Академическая гребля
Соревнования по академической гребле на Олимпийских играх 1948 года проходили в гребном центре в Хенли-он-Темс, где ежегодно проводятся соревнования Королевской регаты. Из-за недостаточной ширины гребного канала в одном заезде могли стартовать не более трёх лодок. В следующий раунд из каждого заезда проходили только победители гонки.
Мужчины
| Соревнование | Спортсмены  | Предварительный заезд | Предварительный заезд | Предварительный заезд | Отборочный заезд | Отборочный заезд | Отборочный заезд | Полуфинал            | Полуфинал            | Полуфинал            | Финал                | Финал                |
| Соревнование | Спортсмены  | Заезд                 | Время                 | Место                 | Заезд            | Время            | Место            | Заезд                | Время                | Место                | Время                | Место                |
| ------------ | ----------- | --------------------- | --------------------- | --------------------- | ---------------- | ---------------- | ---------------- | -------------------- | -------------------- | -------------------- | -------------------- | -------------------- |
| одиночки     | Хуан Омедес | 3                     | 7:52,1                | 3                     | 1                | 7:57,3           | 2                | завершил выступление | завершил выступление | завершил выступление | завершил выступление | завершил выступление |